# Tmarus impedus
Tmarus impedus là một loài nhện trong họ Thomisidae.
Loài này thuộc chi Tmarus. Tmarus impedus được Arthur Merton Chickering miêu tả năm 1965.